# Кагеура, Кокоро
Кокоро Кагеура (яп. 影浦心 Кагеура Кокоро, род. 6 декабря 1995 года) — японский дзюдоист. Четырёхкратный чемпион мира и двукратный чемпион Азии. Обладатель 5-го дана.
В 2017 году он завоевал золотую медаль в весовой категории до 100 кг среди мужчин на летней Универсиаде, проходившей в Тайбэе, Тайвань.
Завоевал золотую медаль на чемпионате мира по дзюдо 2019 года в командном соревновании и на чемпионате мира по дзюдо 2021 года в индивидуальном и командном соревнованиях.